# Louisa Hanoune

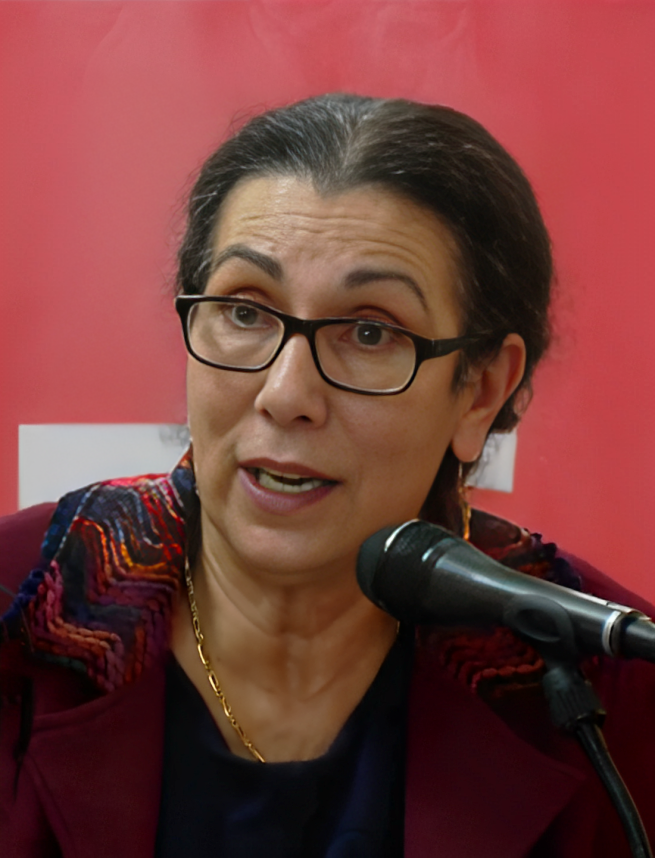
Louisa Hanoune (2018)

Louisa Hanoune (arabisch لويزة حنون, * 7. April 1954 in Chekfa, Provinz Jijel) ist eine algerische Juristin und Politikerin. Sie ist die Gründungsvorsitzende der Arbeiterpartei.

## Leben
Louisa Hanoune wurde als Tochter von Bergbauern aus Chekfa geboren und floh mit ihrer Familie nach Annaba, nachdem ihre Heimat durch die französische Kolonialarmee während des Algerienkrieges 1954–1962 bombardiert wurde. Sie war die erste Frau ihrer Familie, welche zur Schule ging. 1962, im Jahr der algerischen Unabhängigkeit, wurde sie eingeschult. 1973 begann sie ein Jurastudium an der Universität Annaba.

## Politik
Vor der Legalisierung politischer Parteien 1988 wurde Hanoune als Dissidentin mehrmals durch die Regierung verhaftet. Sie wurde 1981, nachdem sie der trotzkistischen Sozialen Arbeiterorganisation beitrat, und nach den Oktoberunruhen von 1988 – welche der Einparteienherrschaft der Nationalen Befreiungsfront ein Ende bereiteten – inhaftiert. Im Anschluss darauf gründete sie 1990 die Arbeiterpartei (Parti des Travailleurs, PT). Bei der Wahl 2004 war sie die erste Frau in der arabischen Welt, die für ein Präsidentenamt kandidierte.
Während des Algerischen Bürgerkrieges in den 1990er Jahren war Hanoune eine der wenigen Oppositionellen im algerischen Parlament und – trotz der säkularen Werte ihrer Arbeiterpartei – eine Gegnerin der Auslöschungspolitik (Éradication) der Regierung gegenüber Islamisten. Im Januar 1995 unterzeichnete sie die „Sant'Egidio-Platform“ zusammen mit Vertretern anderer Oppositionsparteien, darunter die Islamischen Heilsfront, diejenige radikal-islamistische Partei, deren Auflösung durch ein Militärdekret den Bürgerkrieg ausbrechen ließ.